# Ukrainischer Barock

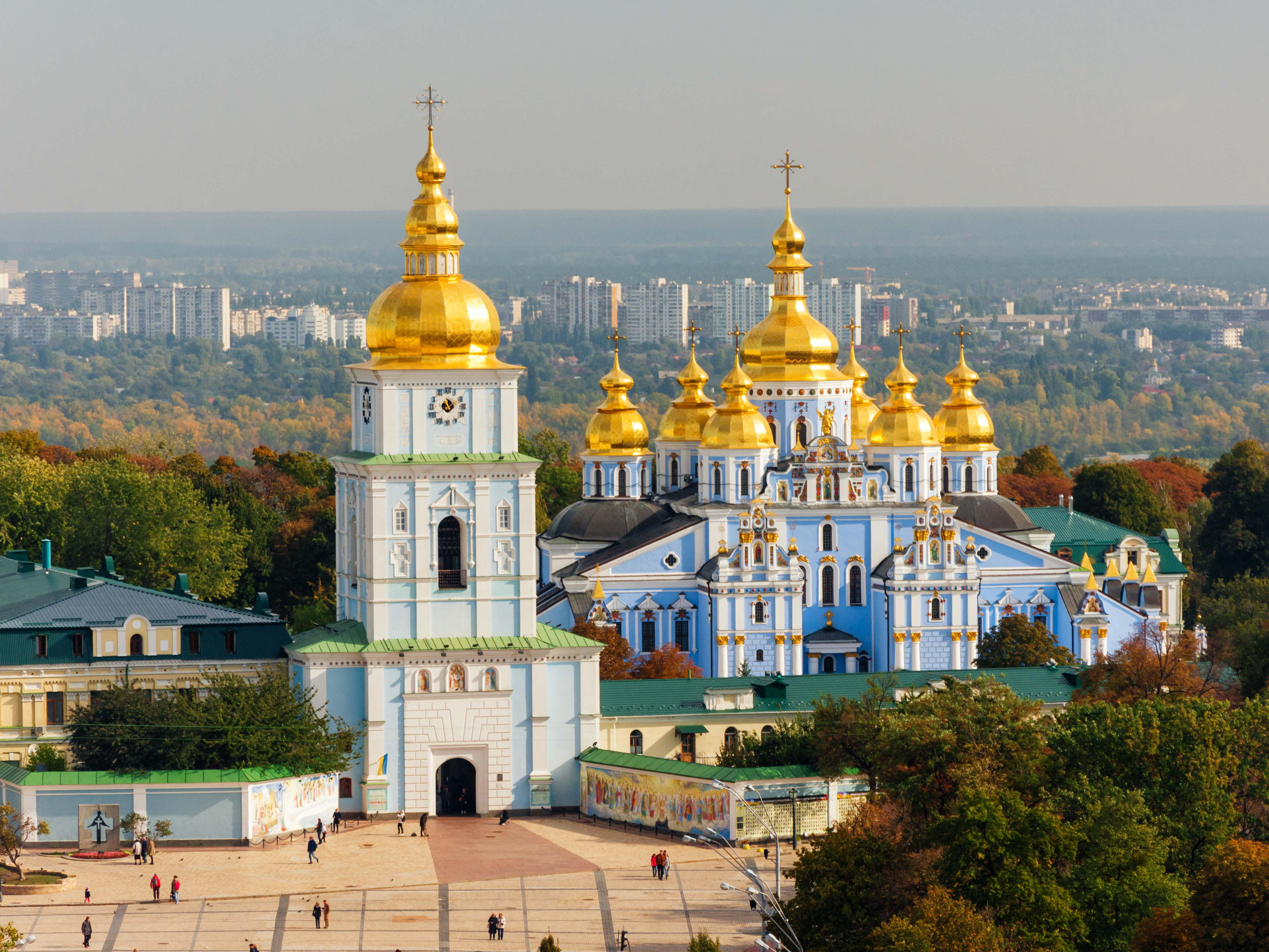
Das umgebaute St. Michaelskloster in Kiew ist eines der klassischen Beispiele des ukrainischen Barocks, obwohl der Bau bereits 1113 begann

Ukrainischer Barock oder Kosaken-Barock ist eine Stilrichtung, die während der Zeit des ukrainischen Kosaken-Hetmanats im 17. Jahrhundert in der Ukraine entstanden ist. Ihre Realisierungen finden sich unter anderem in der Architektur, Malerei, Musik und Literatur.

## Architektur
Die Wandlung von der Renaissance zum Barock zeigte sich zunächst in architektonischen Mischformen. Beispiele für den Übergang sind die Michaelkathedrale (Michailiwska zerkwa, 1648–1654) in Perejaslaw und die Eliaskirche (Illinska zerkwa, 1653) in Subotiw.
Der ukrainische Barock unterscheidet sich vom westeuropäischen Barock durch moderatere Ornamentation und schlichtere Formen.  Viele ukrainische Barockbauten sind erhalten geblieben, beispielsweise das Kiewer Höhlenkloster, die Kiewer Sophienkathedrale und das Wydubitschi-Kloster.
Die besten Beispiele der ukrainischen Barockmalerei finden sich in als Wandmalereien in der Dreifaltigkeits-Kathedrale des Höhlenklosters. Während der Periode des ukrainischen Barocks entwickelte sich die Gravuren-Technik; ein komplexes System an Symbolen, Allegorien, heraldischen Zeichen und Ornamenten entstand.
Einige Merkmale des ukrainischen Barocks, wie die knospen- oder birnenartigen Kuppeln, wurden vom verwandten russischen Naryschkin-Barock übernommen.
Auf den Barock in der Ukraine folgte zum Ende des 18. Jahrhunderts der Klassizismus. Diesem Übergang gingen Impulse der Aufklärung voraus. Ein staatlicher Ukas aus der Verwaltung des Russischen Kaiserreichs förderte diese Architekturentwicklung. Er hatte den Titel „Von der Beschaffung der Pläne für die Bauten und Straßen in allen Städten, für jedes Gouvernement gesondert.“

## Beispiele

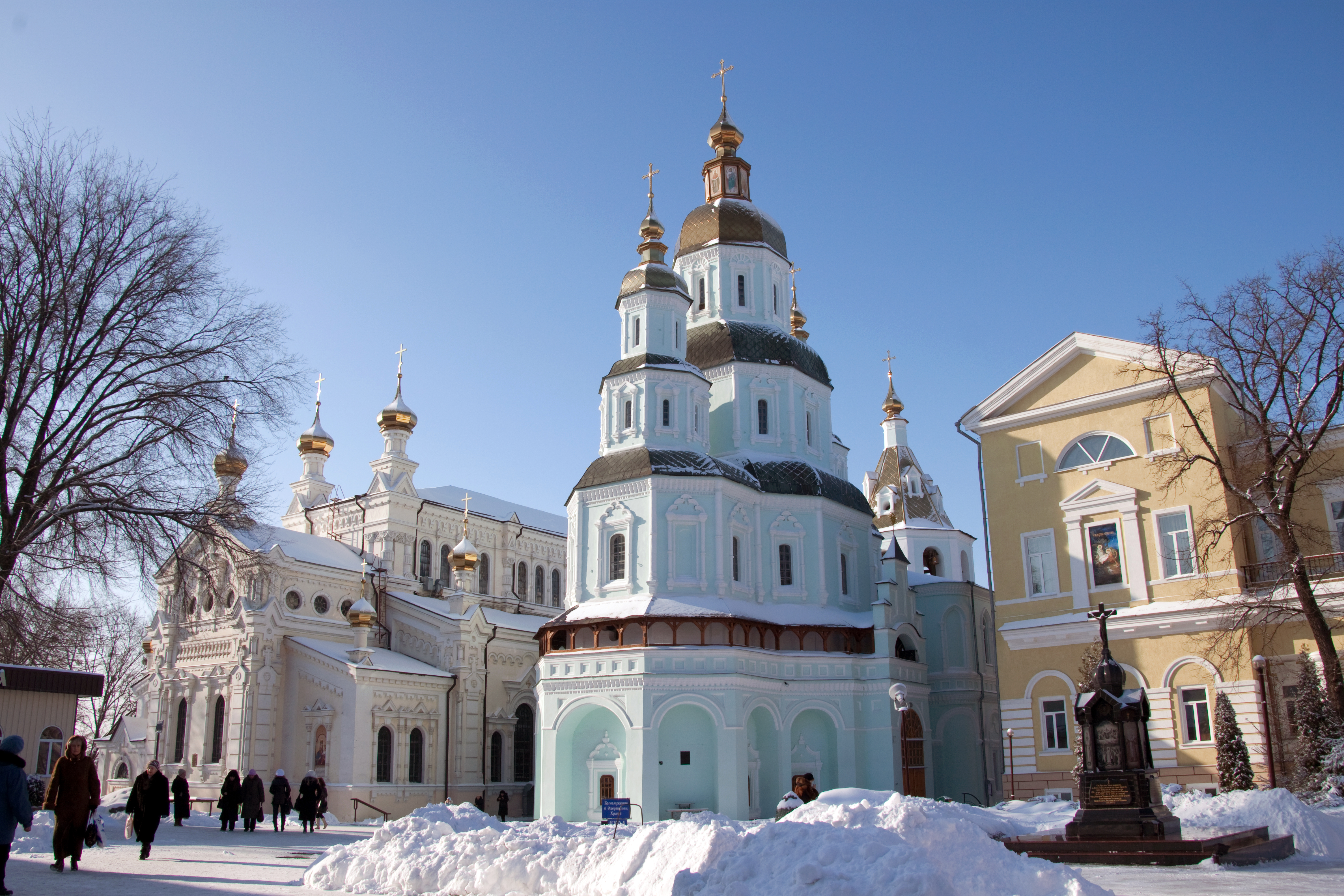
Maria-Schutz-Kathedrale (Pokrowski sobor) in Charkiw
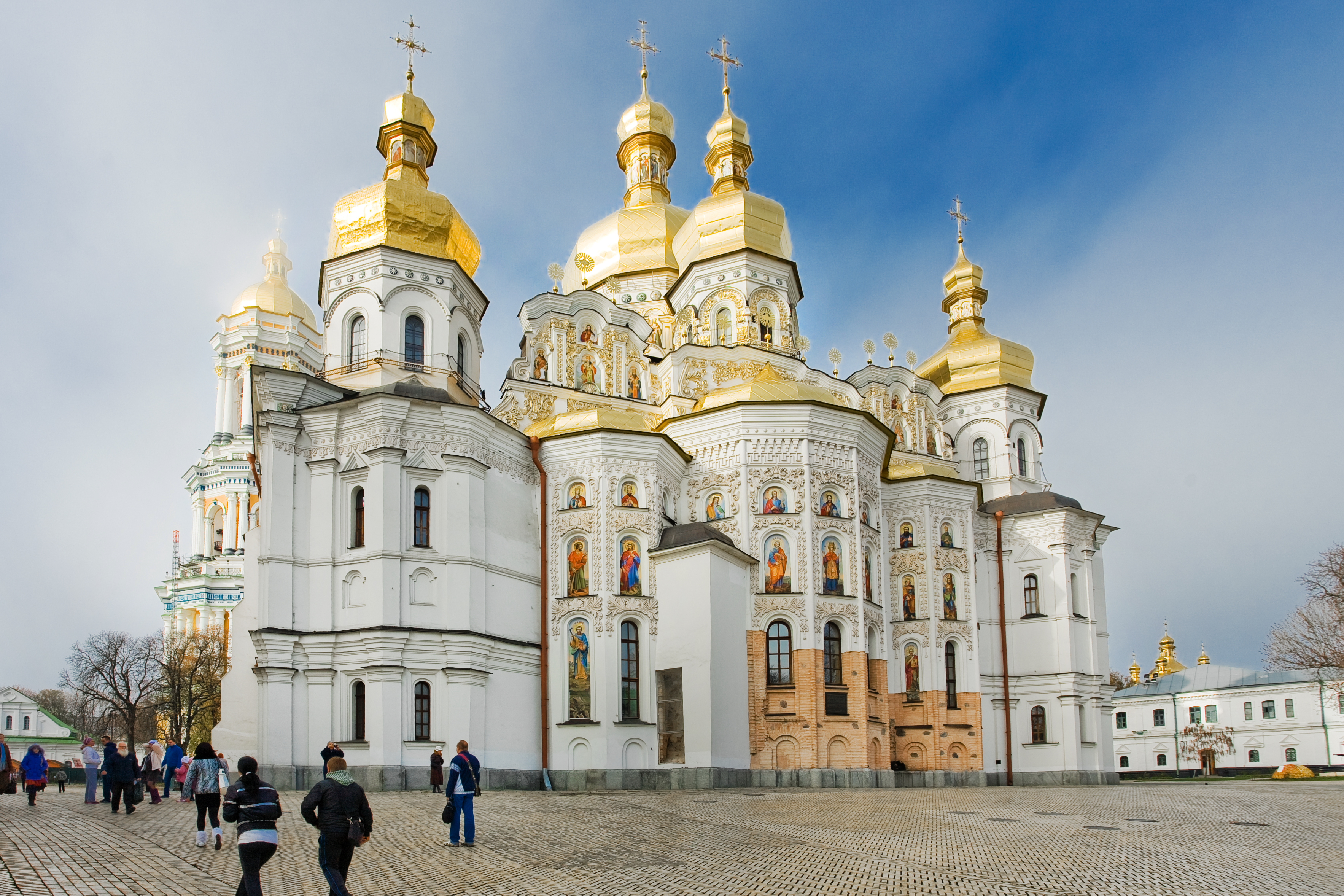
Entschlafenskathedrale des Kiewer Höhlenklosters
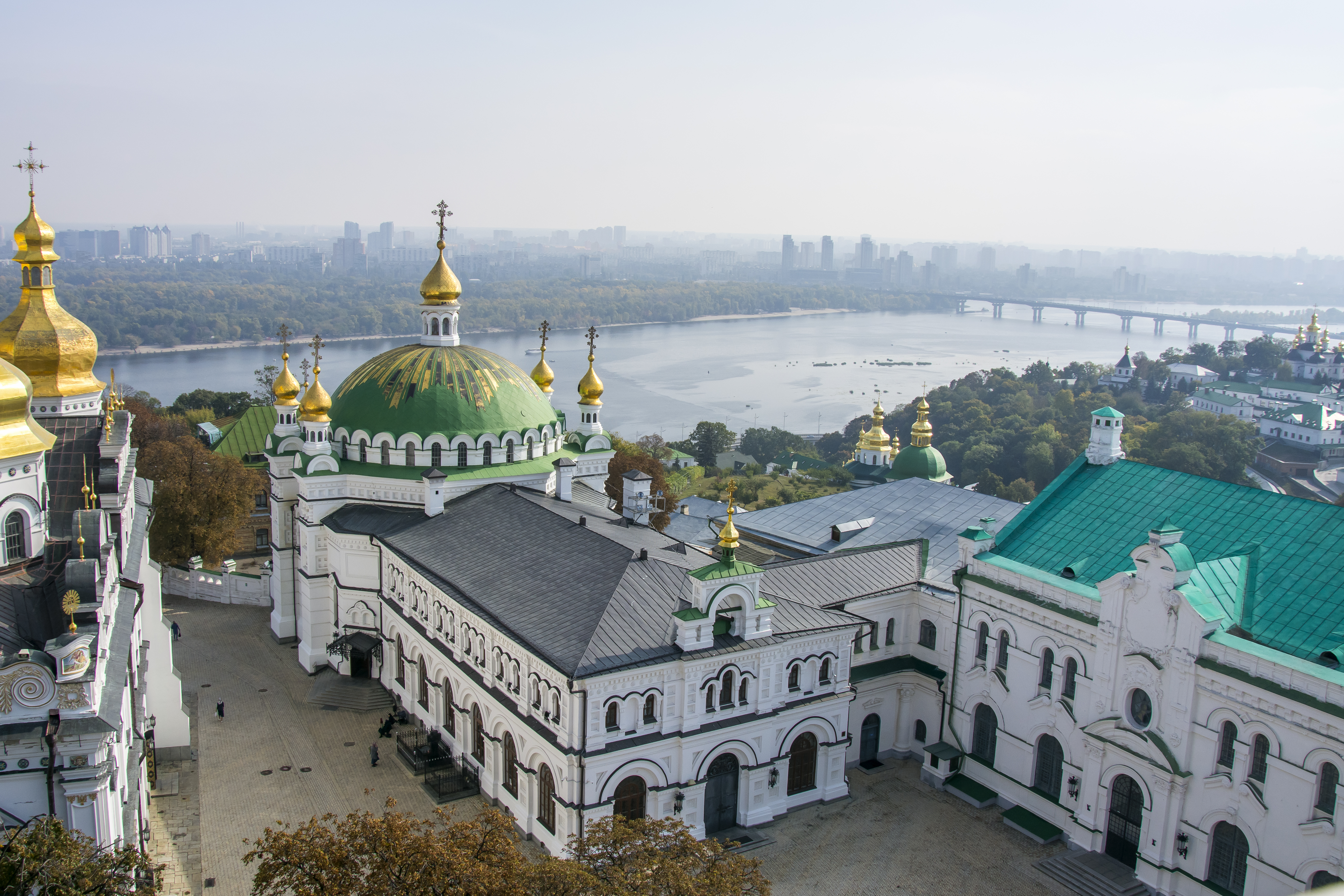
Kiewer Höhlenkloster
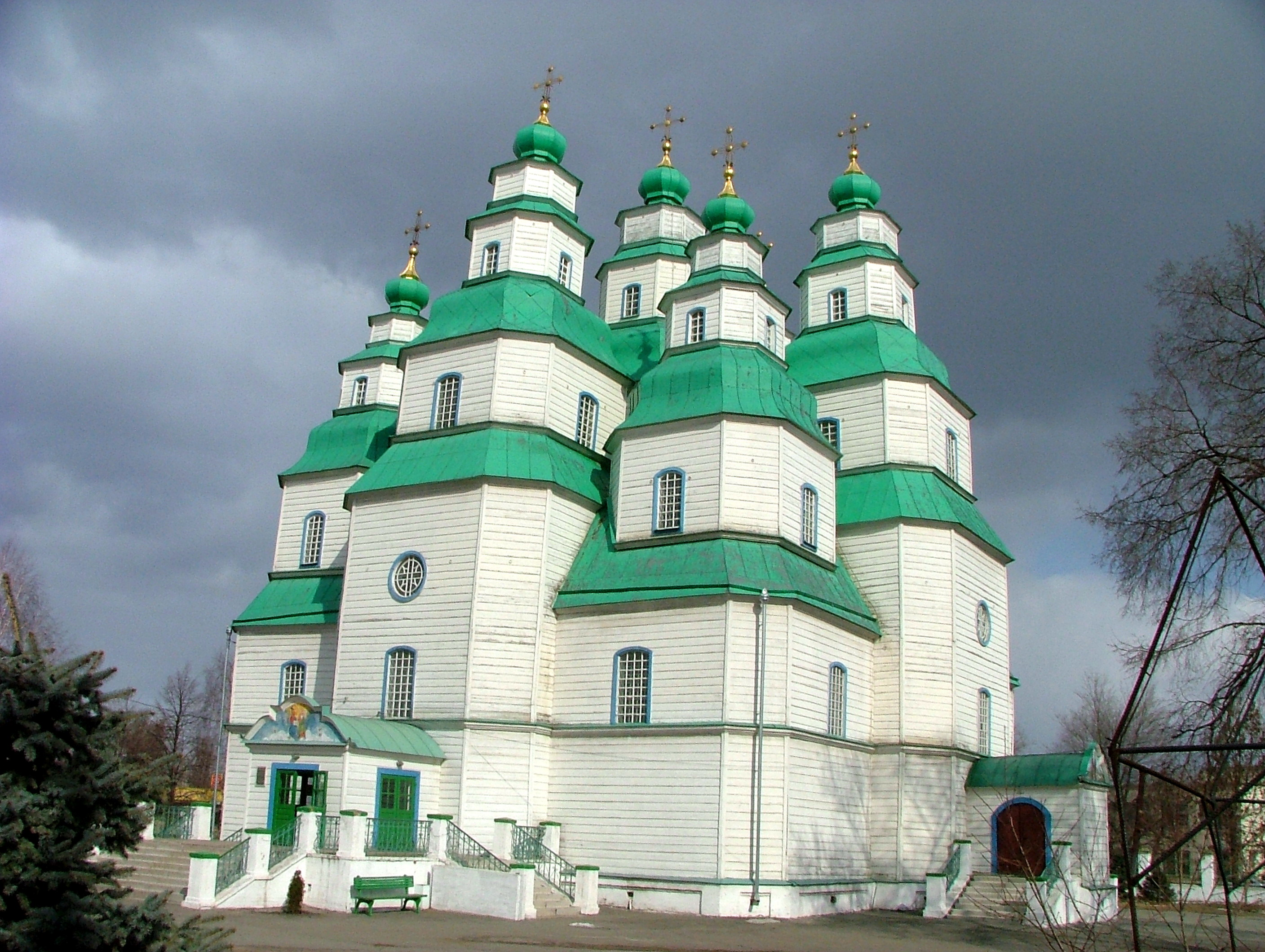
Dreifaltigkeitskathedrale im ukrainischen Nowomoskowsk
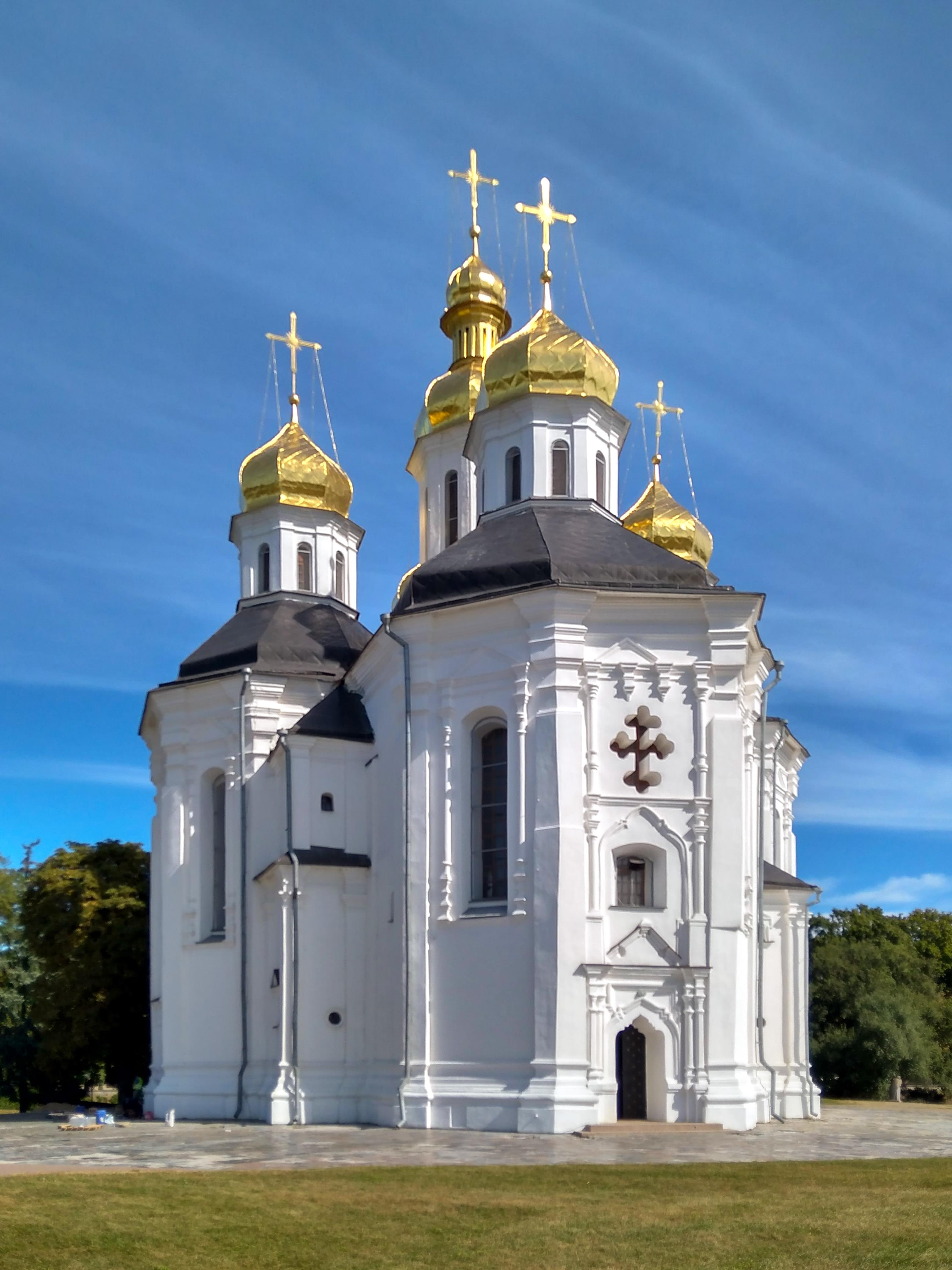
Kirche der Hl. Katharina in Tschernigow